# 安藤直行
安藤 直行（あんどう なおゆき）は、紀伊国田辺藩の第17代藩主（知藩事）。明治維新後は華族に列し、貴族院議員や日本帝国小銃射的協会（現在の日本クレー射撃協会及び日本ライフル射撃協会）理事などを歴任した。位階は従三位。勲等は勲四等。爵位は男爵。

## 生涯
安政5年（1858年）11月20日、紀州藩附家老・田辺安藤家16代安藤直裕の四男として江戸小石川水道町（現在の東京都文京区水道）の安藤家上屋敷にて誕生。幼名は徹福丸。文久3年（1863年）3月に家督を相続したが、ほどなくして父が当主に復帰している。
明治4年（1871年）10月27日、従五位に叙位し、翌28日に元服した上で昇殿を許され、明治天皇に拝謁する。父の隠居により同年11月8日に再び家督を相続する。明治6年（1873年）6月12日に天皇の御座所である旧江戸城西の丸御殿が焼失したため、営繕助役として金100円を献納する。明治9年（1876年）11月5日、小石川水道町の自邸を旧越前福井藩主・松平茂昭に譲り、直行は深川安宅町6番地（現在の江東区新大橋）に転居した。
三河安藤氏は藤原姓を自称していたが、これは安倍姓を藤原姓に改めたものであるとして、明治9年（1876年）10月16日に宮内省に安倍復姓を願い出て、翌明治10年（1877年）1月19日に復姓が認められると皇別に編入された。明治17年（1884年）7月8日に特旨をもって華族に列し、男爵に叙される。明治30年（1897年）7月10日の第2回伯子男爵議員選挙で初当選し、貴族院議員に就任。明治33年（1900年）6月20日、正四位に叙位。明治39年（1906年）4月1日、日露戦争の功により勲四等旭日小綬章を受章。
明治41年（1908年）3月6日、死去。同日付で従三位に叙位。家督は長男の直雄が継いだ。

## 系譜
- 父：安藤直裕（1821年 - 1885年）
- 母：貞 - 戸田光庸の七女
- 妻：八千子 - 中御門経之の三女
  - 長男：安藤直雄（1882年 - 1927年）
  - 長女：栄子 - 平野熊太郎妻
  - 次男：安藤直忠
  - 次女：文子 - 竹歳万治妻
  - 三女：房子 - 坂本友則妻
  - 三男：安藤徹雄